# Antipaluria intermedia
Antipaluria intermedia is een insectensoort uit de familie Clothodidae, die tot de orde webspinners (Embioptera) behoort. De soort komt voor in Venezuela.
Antipaluria intermedia is voor het eerst wetenschappelijk beschreven door Davis in 1939.